# Michthyops
Michthyops är ett släkte av kräftdjur. Michthyops ingår i familjen Mysidae.
Kladogram enligt Catalogue of Life:
| Michthyops | \| \| Michthyops parva \| \| \| \| \| \| Michthyops theeli \| \| \| \| |
|            | \| \| Michthyops parva \| \| \| \| \| \| Michthyops theeli \| \| \| \| |
|            | Michthyops parva                                                       |
|            |                                                                        |
|            | Michthyops theeli                                                      |
|            |                                                                        |